# Incilius canaliferus

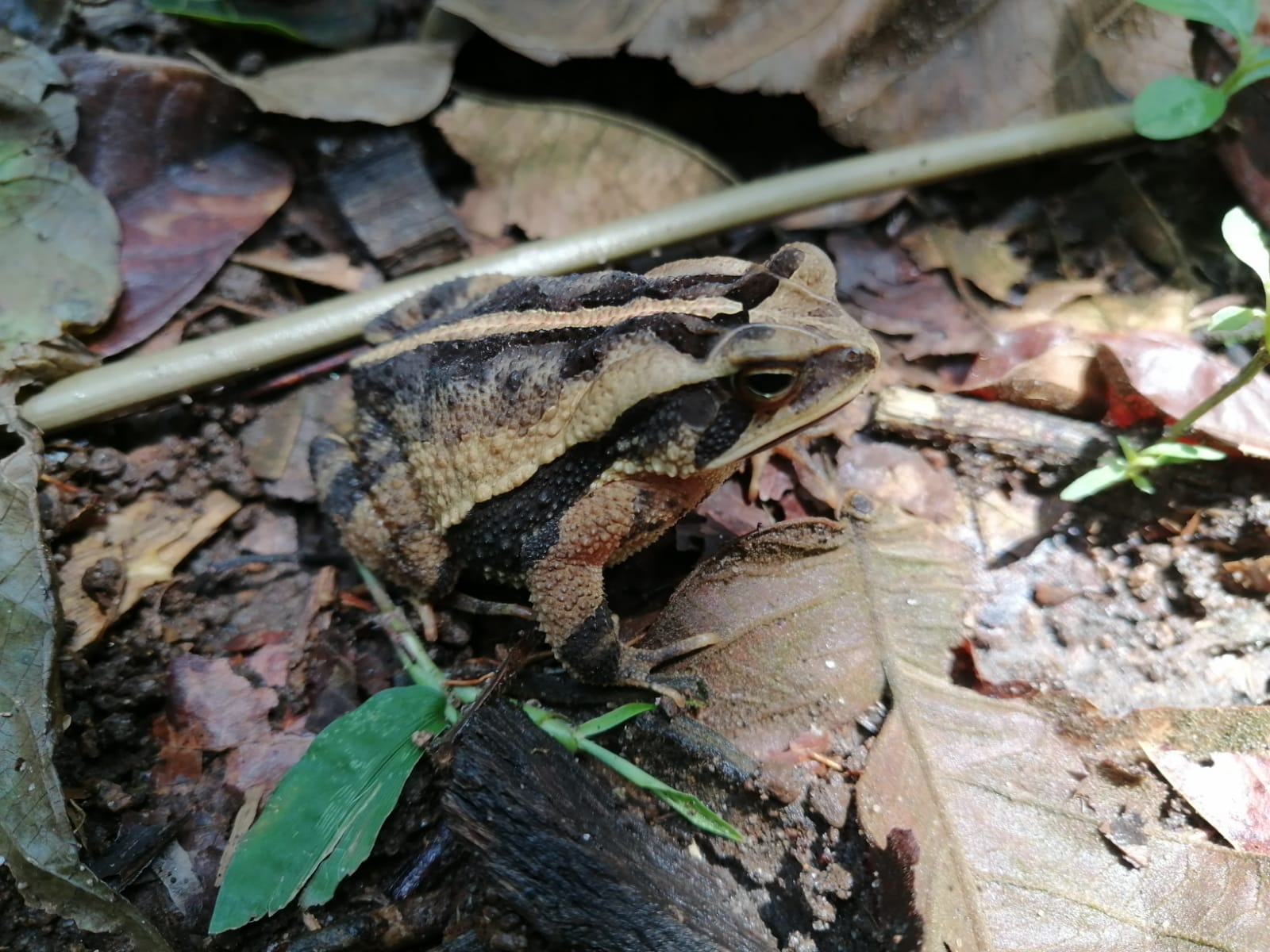
Incilius canaliferus

Incilius canaliferus es una especie de anfibio anuro de la familia Bufonidae. Es nativo de El Salvador, Guatemala y México.

## Distribución y hábitat
Su área de distribución incluye el sur de México (Oaxaca y Chiapas), Guatemala y el occidente de El Salvador.  
Su hábitat natural se compone de bosque caducifolio, en la cercanía de ríos y cursos de agua menores, y su rango altitudinal se encuentra entre 300 y 700 m s. n. m..